# Cesare (manga)
Cesare (チェーザレ 破壊の創造者, Chēzare - Hakai no sōzōsha, transcrit a l'italià a CESARE Il Creatore che ha distrutto) és un manga de Fuyumi Soryo coescrit amb Motoaki Hara. S'ha publicat des de l'any 2005 a la revista Morning de Kōdansha, i es va compilar en onze volums el gener de 2015. El manga tracta de les aventures de Cèsar Borja durant el Renaixement italià. L'any 2008, la traducció italiana va rebre el Premi Micheluzzi del festival de Nàpols a la millor sèrie de còmics estrangera.

## Argument
La història té lloc a Pisa l'any 1491 durant el regnat dels Mèdici. Aleshores, Pisa tenia la universitat italiana més gran després de la de Bolonya, i hi van estudiar grans personatges històrics del Renaixement.
El manga segueix la vida de l'ingenu Angelo da Canossa, un jove florentí d'origen humil que, sota el patrocini de Lorenzo di Medici, pot entrar a la Universitat de Pisa. Aquí, gràcies a la seva intel·ligència, coneixerà personatges destacats com Leonardo da Vinci, Lleó X, Miquel Corella i, sobretot, Cèsar Borja. A través dels ulls d'Angelo es descriu la vida d'aquest gran líder i la seva arribada a l'escena política del Renaixement italià.

## Elaboració
L'objectiu de Fuyumi Soryo amb aquest manga és oferir un treball alhora entretingut i molt ben documentat sobre la història de Cèsar Borja. Així, a partir de l'any 2004, va començar a realitzar nombroses recerques bibliogràfiques.
La publicació de l'obra va començar l'any 2005 a la revista Morning, i l'editora Kōdansha va donar carta blanca a l'autora pel que fa a la publicació dels capítols perquè quedés completament satisfeta amb el guió i els dibuixos. El treball està supervisat per Motoaki Hara, un acadèmic especialitzat en el Renaixement italià. Soryo i Hara intenten vincular les seves hipòtesis amb els fets històrics per a ser fidels a la veritat històrica. Tanmateix, els autors s'han permès algunes «mentides» plausibles per a poder introduir determinades escenes a l'obra.